# Heinz Schaden

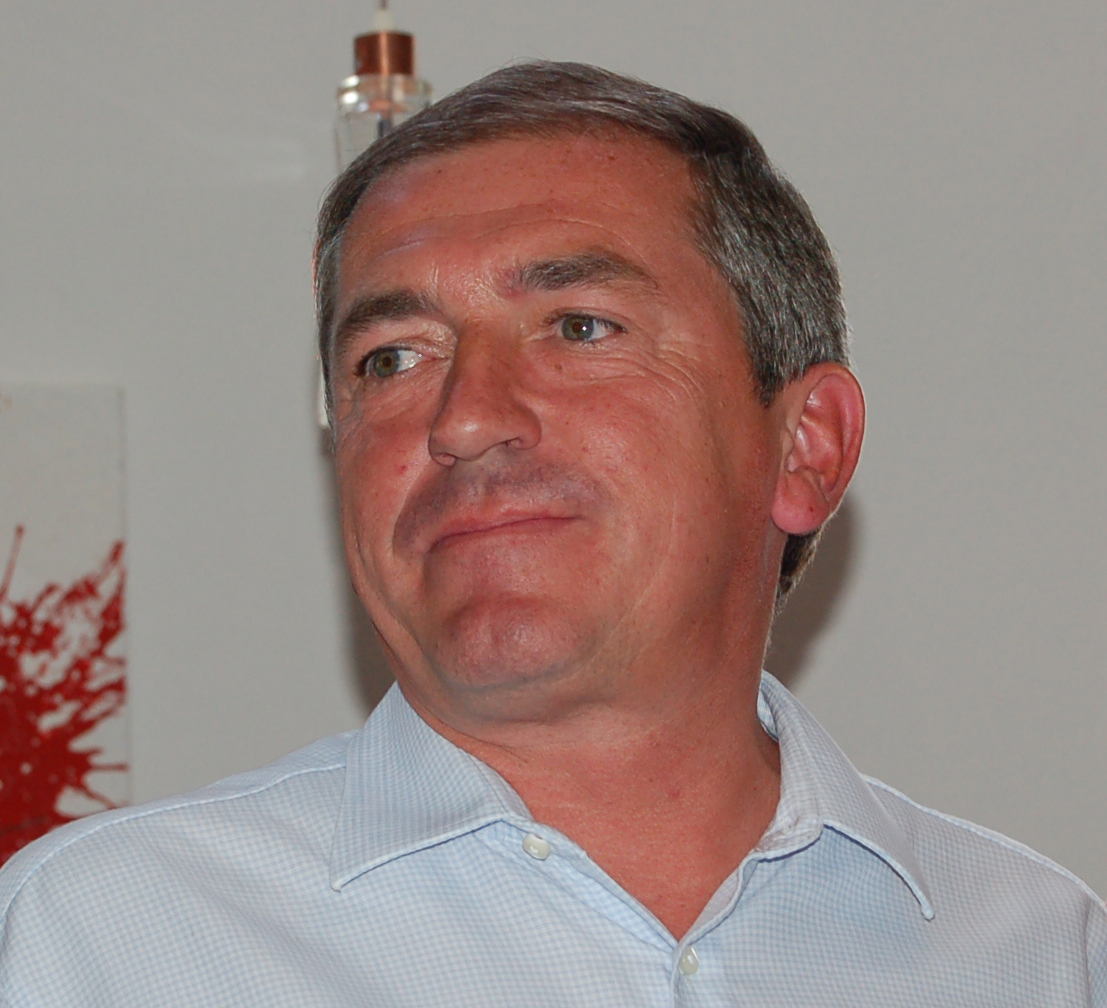
Heinz Schaden

Heinz Schaden nació el 29 de abril de 1954. Es un político austriaco miembro del Partido Socialdemócrata de Austria y alcalde de la ciudad de Salzburgo.

## Biografía
Schaden estudió ciencias políticas y comunicación en la Universidad de Salzburgo realizando su doctorado en 1981 antes de estudiar en Viena hasta 1985. En 1999 se convirtió en el primer alcalde elegido democráticamente en Salzburgo logrando la reelección en 2004 con el 52% de los votos.